# 向井久子
向井 久子（むかい ひさこ、1978年3月1日 - ）は、日本の元バレーボール選手、指導者。

## 来歴
広島県廿日市市（旧・佐伯郡宮島町）出身。
高校を卒業後、名門バレーボールチーム「ユニチカ・フェニックス」へ入団。
2000年7月、ユニチカの廃部が決まり、9月にチームを引き継いで結成された東レアローズへ入団。同時に東レ株式会社に入社。
高いジャンプ力とパワーあふれるスパイクを武器に、主将・エースとして若手選手の多いチームを牽引する。
2008年天皇杯・皇后杯全日本選手権優勝、2007-08プレミアリーグ初優勝の2冠などチームに貢献。日本代表選手としても活躍する。
2008年5月、現役引退を発表。東レアローズ事務局に籍を置き、バレーボール教室やコーチングキャラバンで後進の指導を行った。
2008年10月に結婚。
2009年3月、東レ退社。
現在は岩手県に在住。紫波町が拠点の「OWLS紫波バレーボールアカデミー」で指導者をしている。
栗原恵は学生時代、憧れの選手として同郷出身である向井の名を度々挙げていた。

## 球歴
- 全日本代表 - 2000年、2002年
- 全日本代表としての主な国際大会出場歴
  - 世界選手権 - 2002年

## 受賞歴
- 2001年 - 第7回Vリーグ サーブ賞

## 所属チーム
- 就実高等学校
- 石川島播磨重工呉（1996-1998年）
- ユニチカ・フェニックス（1998-2000年）
- 東レアローズ（2000-2008年）